# Terpsichore praeceps
Terpsichore praeceps är en stensöteväxtart som beskrevs av Michael Sundue och M. Kessler. Terpsichore praeceps ingår i släktet Terpsichore och familjen Polypodiaceae. Inga underarter finns listade.